# Kyadiggeri, Hungund
Kyadiggeri là một làng thuộc tehsil Hungund, huyện Bagalkot, bang Karnataka, Ấn Độ.